# 레그 메이슨
레그 메이슨(Legg Mason Inc.)(NYSE: LM)은 미국 메릴랜드주 볼티모어에 위치한 글로벌 자산운용사이다. 크게 아메리카 본부와 그 외 모든 국가를 담당하는 인터내셔날 본부로 나뉘어 운영된다. 1899년 볼티모어에서 투자중개회사로 설립된 레그 메이슨은 오늘날 6개 대륙 190개국에 고객을 보유하고 있는 전 세계에서 11번째로 큰 자산운용사로 성장하였다. 2010년 3월 31일 기준 관리자산은 약 820조원(6천850억 달러)이다. S&P500 상장사이기도 하다.
레그 메이슨은 멀티매니저 비즈니스 모델(Multi-manager business model)을 사용하는데, 이는 각 계열사의 자산관리자들이 시장을 세분화하여 중점적으로 또한 자치적으로 투자를 진행하는 것이다. 레그 메이슨은 글로벌 분배시스템을 제공하며, 제품 개발을 위한 자본 배분, 기존 계열사에 투자 및 인수합병 등과 같은 핵심 전략 서비스를 통해 강력한 투자를 진행한다.

## 역사

### 소개
레그 메이슨의 시초는 조지 매큐빈이 1899년 볼티모어에 설립한 매큐빈앤컴퍼니(Mackubin & Company, 이후 Legg & Company로 사명변경)와 레이몬드 메이슨이 1962년 버지니아에 설립한 메이슨앤컴퍼니(Mason & Company)이다. 1980년, 이 두 회사는 합병하여 Legg Mason & Company가 된다.

## 임원진
- 조셉 설리반(Joseph Sullivan) - 회장 겸 대표이사
- 피터 나트웨이(Peter "Pete" H. Nachtwey) - 최고 재무 책임자 (CFO)
- 테렌스 존슨(Terence A. Johnson) - 글로벌 유통 책임자 (Head of Global Distribution)
- 토마스 머천트(Thomas C. Merchant) - 법률 고문 (General Counsel)
- 토마스 K. 훕스(Thomas K. Hoops) - 사업 개발 최고 책임자 (Head of Business Development)
- 어슐러 슐리즐러(Ursula Schliessler) - 최고 관리 책임자 (Chief Administrative Officer)
- 프란시스 캐쉬맨(Frances L. Cashman) - 글로벌 최고 마케팅 및 커뮤니케이션 책임자 (Global Head of Marketing and Communications)
- 존 케니(John D. Kenney) - 글로벌 제휴 전략 최고 이니셔티브 (Global Head of Affiliate Strategic Initiatives)
- 페트리시아 라틴(Patricia Lattin) - 최고 HR 책임자 (Chief Human Resources Officer)

레그 메이슨은 계열사들을 통해 개인 및 공공기관등의 고객에게 투자관리 및 관련 서비스를 제공한다. 미대륙을 담당하는 아메리카 본부와 그 외 국가들을 담당하는 인터내셔날 본부로 나뉜다. 각 계열사들은 멀티매니저 모델을 통해 계열사 마다의 투자철학을 가지고 자치적으로 투자를 진행한다.

#### Brandywine Global
- 설립: 1986
- 인수: 1997
- 위치: 필라델피아 본사; 시카고, 샌프란시스코, 싱가포르 및 런던 지사

#### Clarion Partners
- 설립: 1982
- 인수: 2016

#### ClearBridge Investments
- 설립: 1962[2]
- 인수: 2005
- 위치: 뉴욕, 샌프란시스코

#### Martin Currie
- 설립: 1881
- 인수: 2014

#### The Permal Group
- 설립: 1973
- 인수: 2005
- 위치: 런던 및 뉴욕 본사; 파리, 두바이, 홍콩, 나사우, 싱가포르, 보스톤 지사

#### QS Investors보관됨2016-07-18 -웨이백 머신
- 설립: 1999
- 인수: 2014

#### RARE Infrastructure
- 설립: 2006
- 인수: 2015

#### Royce & Associates
- 설립: 1972
- 인수: 2001

#### Western Asset Management
- 설립: 1971
- 인수: 1986
- 위치: 캘리포니아 패서디나 본사; 뉴욕, 홍콩, 런던, 멜버른, 상파울로, 싱가포르, 및 도쿄 지사

## 기업시민
레그 메이슨은 다음과 같은 교육, 보건 및 복지, 지역 사회 개발, 문화 및 환경에 자선활동은 하고 있다.
- 교육
  - Big Brothers Big Sister
  - Washington Tennis & Education Foundation
  - CollegeBound

- 보건 및 복지
  - Susan G. Komen Race for the Cure
  - Save the Children
  - United Way

- 지역 사회 개발
  - YMCA
  - Living Classrooms 보관됨 2021-02-05 - 웨이백 머신

- 문화
  - Baltimore Symphony Orchestra
  - Enoch Pratt Free Library

- 환경
  - Chesapeake Bay Foundation
  - The Nature Conservancy

## 본사

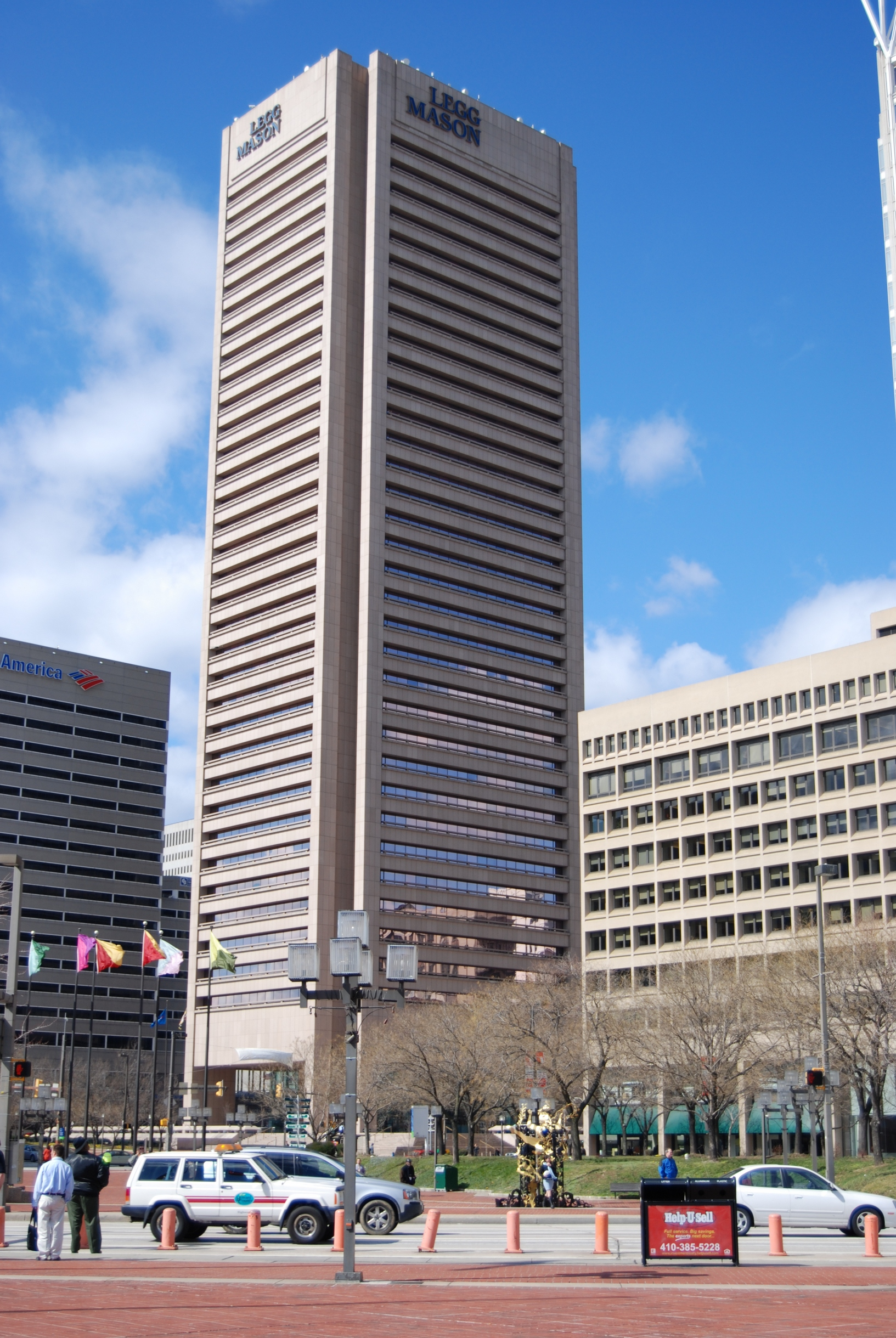
Light Street의 전 본사건물
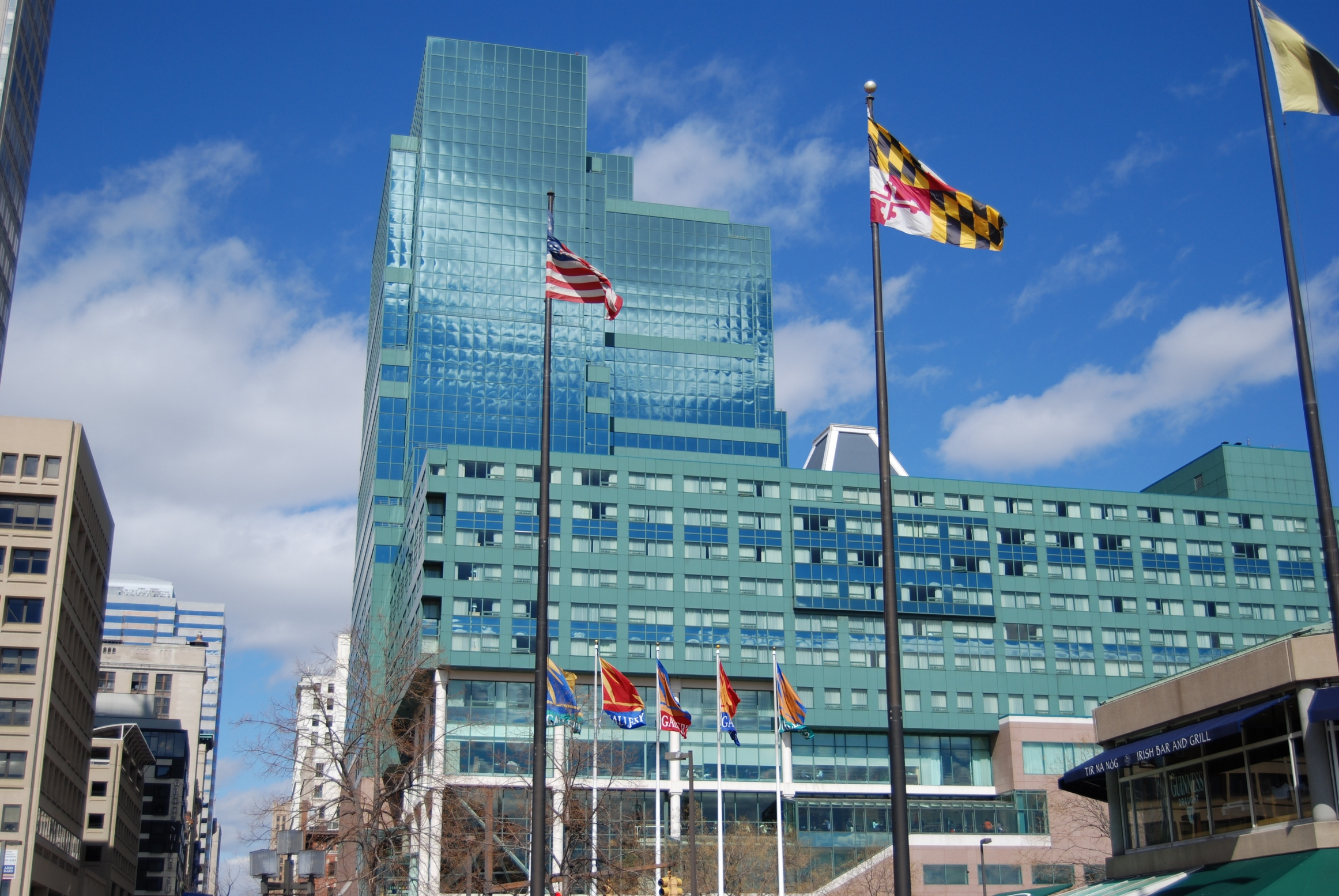
Pratt Street의 전 본사건물
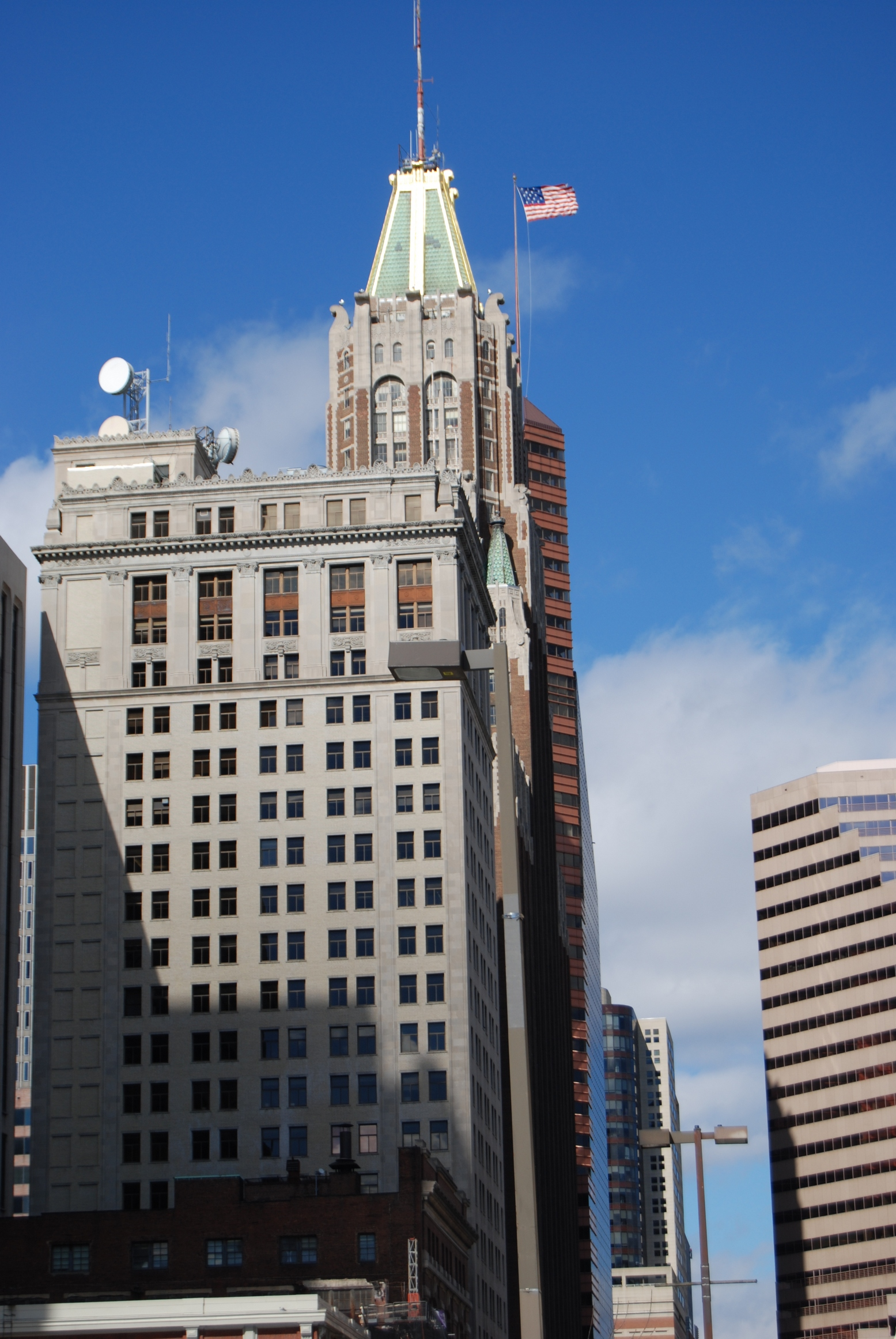
Redwood Street의 전 본사건물
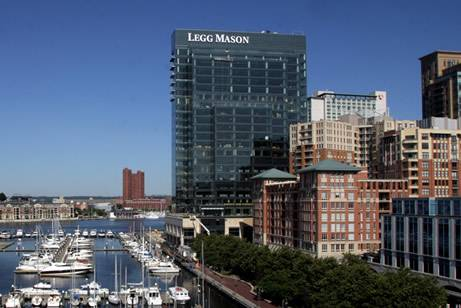
2009년 이후 현재 본사건물